# 선정왕후 (신종)
선정왕후(宣靖王后, ? ~ 1222년 9월 23일(음력 8월 17일))는 고려 신종(神宗)의 왕비이자 희종(熙宗)의 어머니이며 본관은 개성(開城)이다. 정선태후(靖宣太后)라고도 한다.

## 생애
문종의 손자인 강릉공(江陵公) 왕온(王溫)과 어머니 김씨의 딸로 태어났다. 왕실과 동일한 성을 피하기 위해 모계를 따라 김씨라 하였으며 이후 인종의 다섯째 아들인 평량공(平諒公, 신종)과 혼인하였다.
1197년, 남편인 평량공이 명종의 뒤를 이어 즉위하자 원비(元妃)에 책봉되었으며 1204년, 신종이 승하하고 희종이 즉위하자 왕태후에 진봉되었다. 1222년에 승하하였으며 이후 고종(高宗) 때인 1253년 신헌(信獻)의 시호가 추증되기도 하였다.
어려서부터 길쌈 솜씨가 뛰어났으며, 최충헌이 희종을 폐위한 때에도 이로써 어려움을 견디고 근신하여 흐트러짐이 없었다고 전해진다.
능은 개성 인근에 위치한 진릉(眞陵)이다.

## 가족 관계
- 아버지 : 강릉공(江陵公) 왕온(王溫)
  - 언니 : 장경왕후(莊敬王后) - 의종의 비
  - 언니 : 광정왕후(光靖王后) - 명종의 비
  - 남동생 : 공화후 영(恭化侯 瑛, 1126~1186) - 아내는 승경궁주(承慶宮主,인종의 딸)
  - 남편 : 신종(神宗) 왕탁(王晫)
    - 장남 : 희종(熙宗) 왕영(王韺)
    - 차남 : 양양공(襄陽公) 왕서(王恕)
      - 손자 : 수사공 위(守司空 瑋)
      - 손자 : 수사공 병(守司空 ?)
      - 손자 : 시안공 인(始安公 絪)
        - 6대손: 정원부원군 왕균(王鈞)
          - 7대손: 고려 제34대 왕 공양왕 왕요 (恭讓王 王瑤)

      - 손자 : 영안공 희(永安公 僖)

    - 효회공주(孝懷公主, 1183~1199) - 하원공 춘(河源公 瑃)에게 하가
    - 경녕궁주(敬寧宮主) - 회안공 정(淮安公 侹 ?~1234)에게 하가

## 선정왕후가 등장한 작품
- 《무인시대》(KBS, 2003년~2004년, 배우:김진경